# Avon (Warwickshire)
Pour les articles homonymes, voir Avon (rivière).
L'Avon est une rivière des Midlands en Angleterre et un affluent gauche du plus long fleuve du Royaume-Uni, la Severn.

## Géographie
Elle mesure 137 km, et se jette dans la Severn à Tewkesbury. Prenant sa source près de Naseby, dans le Northamptonshire, elle longe ou traverse les comtés du Northamptonshire, Leicestershire, Warwickshire, Worcestershire et Gloucestershire. On la connaît aussi sous les noms d'Upper Avon, Warwickshire Avon ou Shakespeare's Avon. Sa longueur totale est de 137 km (85 miles) et son bassin mesure 2 670 km2 (1,032 square miles).

## Affluents
Ses affluents principaux sont les rivières Leam, Stour, Sowe, Dene, Arrow, Swift, Isbourne et Swilgate. Autrefois navigable, la rivière a été progressivement rendue à la navigation de plaisance après plus de cent ans d'abandon, en 1976.

## Étymologie
Ce nom est également porté par d'autres rivières anglaises, car c'est un mot dérivé du vieil anglais abona, qui signifie simplement « rivière ». Au Pays de Galles, abona a donné afon. 
Deux communes en France portent aussi ce nom : Avon en Seine-et-Marne et Avon dans les Deux-Sèvres.  